# Biston semifusca
Biston semifusca  är en fjärilsart som beskrevs av Charles Swinhoe 1902. Biston semifusca  ingår i släktet Biston och familjen mätare, Geometridae. Inga underarter finns listade i Catalogue of Life.